# Anne Morelli
Anne Morelli (nascida em 1948, também conhecida como Anne Mettewie-Morelli) é uma historiadora belga de origem italiana, especializada na história das religiões e das minorias. Atualmente é diretora adjunta do Centro Interdisciplinar para o estudo da religião e do laicismo ("Centre interdisciplinaire d'étude des religions et de laïcité") da Université Libre de Bruxelles (ULB), onde é professora.

## Carreira
Ela dirigiu em 1995 um livro sobre os grandes mitos da história da Bélgica, Flandres e Valônia ("Les grands mythes de l'histoire de Belgique, de Flandre et de Wallonie"), uma tentativa global dos novos historiadores da Bélgica de desconstruir mitos, por exemplo, criados pela historiografia oficial para fins de construção da nação.

## Filosofia
Morelli afirma ser ateia e se considera de extrema-esquerda.
Anne Morelli é particularmente conhecida por suas opiniões sobre seitas ou novos movimentos religiosos. Como outros sociólogos e historiadores, ela acredita que as igrejas são diferentes das seitas apenas por sua relação com o poder, e que são " instituições totalitárias " assim como prisões, hospitais, quartéis, pensões e algumas empresas.
Em 2005, durante a 36ª conferência anual da Associação Internacional de Instituições de História do Trabalho em Ghent , ela disse na conferência internacional de anti-globalismo que nenhum movimento jamais conseguiu uma mudança sem usar a violência. Morelli fazia parte de um grupo que acolheu Pierre Carette , o principal líder de um grupo terrorista ativo em 1984-1985, Células Combatentes Comunistas , quando foi libertado da prisão após 17 anos, uma prisão de longa duração incomum na Bélgica.
Anne Morelli resumiu e sistematizou o conteúdo do clássico de Arthur Ponsonby sobre propaganda de guerra em "dez mandamentos da propaganda", que constituem 10 das técnicas essenciais de propaganda.
1. Não queremos guerra.
2. Só o inimigo deve ser culpado pela guerra.
3. O inimigo é inerentemente mau, semelhante ao diabo.
4. Defendemos uma causa nobre, não nosso próprio interesse.
5. O inimigo comete atrocidades de propósito; nossos percalços são involuntários.
6. O inimigo usa armas ilegais.
7. Sofremos pequenas perdas, as do inimigo são enormes.
8. Artistas e intelectuais apoiam nossa causa.
9. Nossa causa é santa; tem um caráter sagrado.
10. Quem duvida da nossa propaganda é um traidor.[7][8]

## Publicações
- (em francês) La Presse italienne en Belgique (1919-1945), 1981
- (em francês) La participation des émigrés italiens à la Résistance belge, 1983
- (em italiano) Fascismo e antifascismo nell'emigrazione italiana in Belgio, 1922-1940, 1987
- (em francês) Les grands mythes de l'histoire de Belgique, de Flandre et de Wallonie (dir.), 1995
- (em francês) Rital-littérature. Anthologie de la littérature des Italiens de Belgique,1996
- (em francês) Lettre ouverte à la secte des adversaires des sectes, 1997
- (em francês) Les émigrants belges : réfugiés de guerre, émigrés économiques, réfugiés religieux et émigrés politiques ayant quitté nos régions du XVIe à nos jours (dir.),1998
- (em francês) Les religions et la violence avec Lemaire Jacques et Suzanne Charles, 1998
- (em francês) Le racisme, élément du conflit flamands-francophones ?, 1998
- (em francês) Principes élémentaires de propagande de guerre (utilisables en cas de guerre froide, chaude ou tiède...), 2001
- «« Sectes » et « hérésies » de l'antiquité à nos jours» (PDF) (em francês) (1.89 MB) - with Alain Dierkens, 2002
- (em francês) Les solidarités internationales. Histoire & perspectives with Gotovitch José, 2003
- (em francês) Histoire des étrangers et de l'immigration en Belgique: de la préhistoire à nos jours (dir.), 2004
- (em francês) Rubino, l'anarchiste qui tenta d’assassiner Léopold II, 2007